# Konrad Kürschner
Konrad Kürschner   (Rouffach, 8 de gener de 1478 (Gregorià) - Zúric, 6 d'abril de 1556 (Gregorià)), anomenat també Conrad Pellican o Pellicanus en llatí, fou un humanista, filòleg, hebraista i teòleg de la Reforma Protestant, precursor amb Johannes Reuchlin dels estudis judaics a Alemanya.

## Biografia
Fill d'un teixidor originari de Weil der Stadt, començà els seus estudis a la seva ciutat natal abans de matricular-se el 1491 amb tretze anys a la Universitat de Heidelberg, on el seu oncle matern, Jodocus Gallus, fou rector diverses vegades. Fou en aquesta època quan va canviar-se el nom i Gallus el posà en contacte amb els humanistes que sovintejaven el bisbe de Worms, Johann von Dalberg; però aviat hagué de tornar a casa dels seus pares perquè no podien assumir el cost dels estudis. Entrà llavors a l'Orde de Frares Menors, i hi jurà els vots el 1494. Els seus superiors trobaren en ell disposicions per als estudis i per això l'enviaren a Tübingen, on va seguir els ensenyaments del filòsof escotista i matemàtic Paulus Scriptoris, vicari general franciscà que s'havia tornat cap a l'evangelisme i els estudiants del qual varen acabar militant en pro de la Reforma Protestant.
Estant de viatge amb Scriptoris, conegué un sacerdot d'origen jueu, Paul Pfeidersheimer, qui li confià un Antic Testament en hebreu, llengua poc ensenyada aleshores que començà a estudiar de forma autodidacta abans de rebre'n classes de Johannes Reuchlin. Des del 1501 redactà per al seu propi ús una gramàtica i un diccionari hebreu que va publicar el 1503: fou la primera gramàtica hebrea impresa en una llengua europea; posteriorment Gregor Reisch la inclogué en la seva enciclopèdia Margarita philosophica (1504).
El 1501 fou ordenat sacerdot i l'any següent es convertí en lector al convent del seu orde a Basilea, on ensenyà teologia i es guanyà una gran reputació. Prengué part en la gran edició de Sant Agustí impresa per Johann Amerbach. El 1508 tornà a ensenyar a la seva ciutat natal, període durant el qual tingué com a alumne Sebastian Münster, abans de ser enviat el 1511 a ensenyar als novicis franciscans a Pforzheim. Des del 1514 fou secretari del provincial del seu orde, Kaspar Schatzger, la qual cosa li permeté viatjar i reunir una col·lecció de llibres en hebreu. Conegué Lefèvre d'Étaples a París i, diputat provincial del seu orde, participà en els capítols franciscans de Rouen i Roma el 1516 i 1517.
De tornada al convent de Basilea el mateix any, tornà a ensenyar teologia a la universitat de la ciutat i estigué en el cercle d'humanistes que envoltà Erasme de Rotterdam, però el seu apropament a la Reforma li causà tals atacs des del 1522 que les autoritats de Basilea hagueren d'assumir la seva defensa. S'allunya després del seu orde i d'Erasme, no sense tractar de convèncer-lo que les seves diferències d'opinió amb els reformistes de Basilea i Luter no eren insalvables.
Huldrych Zwingli el cridà per substituir Jakob Ceporin, qui havia mort el 1525, com a professor de grec, hebreu i Antic Testament a la Facultat de Teologia de Zuric, i ocupà aquest càrrec fins a la seva mort, trenta anys més tard. Aquell mateix any deixà la seva condició sacerdotal i es casà. Amb un esperit conciliador, no s'involucrà en les controvèrsies teològiques del seu temps, tot i que la seva estima al Protestantisme fou profunda. Es dedicà principalment als estudis i a l'ensenyament. Fou, amb Theodor Bibliander i Pierre Cholin, un dels principals col·laboradors de la traducció de la Bíblia de Zuric de Leo Jud. També escrigué l'únic comentari de tota la Bíblia que es va produir en aquell moment, en set volums impresos per Christoph Froschauer, entre el 1532 i el 1539. També deixà una gran autobiografia pòstuma, el Chronicon, que no es publicà fins al 1877.
Konrad era oncle de l'humanista i enciclopedista Conrad Lycosthenes, fill de la seva germana Elizabeth Pellican i un notable alsacià.

## Obres
- De modo legendi et intelligendi Haebrarum, Estrasburgo, 1504
- Quadruplex Psalterium, Basilea, 1516
- Quadruplex Psalterium Davidis, Estrasburgo, 1527
- Comentaria bibliorum, 7 vols., Zurich, 1532-1539
- Explicatio libelli Ruth, 1532
- Index bibliorum, 1537
- Komm: Ruth. Ein heylig Büchlin des alten Testament, 1555
- Das Chronicon des Konrad Pellikan, ed. B. Riggenbach, Basilea, 1877